# Lidia Salgueiro
Lídia Coelho Salgueiro (* 31. Dezember 1917 in Lissabon, Portugal; † 24. Juli 2009 ebenda) war eine portugiesische Physikerin und Hochschullehrerin. Sie war Atomphysikerin und Kernphysikerin und lehrte über 30 Jahre an der Universität Lissabon. Sie war Professorin am Institut für Physik der Fakultät für Naturwissenschaften der Universität Lissabon und gründete 1976 dort das Zentrum für Atomphysik.

## Leben und Werk
Lídia Coelho Salgueiro war eine von zwei Töchtern von João F. da Fonseca da Rocha Salgueiro und Maria Angelica Pina Coelho Salgueiro. Sie besuchte das Maria-Amália-Gymnasium in Lissabon und zog später mit ihrer Familie nach Viseu, wo sie ihr Abitur am Alves-Martins-Gymnasium abschloss. Sie begann ihr Grundstudium in Physik und Chemie an der Universität Coimbra, beantragte jedoch später eine Versetzung nach Lissabon und schloss ihr Studium der Physik und Chemie an der Fakultät für Naturwissenschaften von Lissabon 1941 mit Auszeichnung ab.
1942 wurde sie an der Universität Lissabon Lehrassistentin am Zentrum für Physikstudien der Fakultät für Naturwissenschaften, einer Pionierinstitution für wissenschaftliche Forschung in Portugal. Da das Zentrum über ein knappes Budget verfügte, trug Salgueiro zur Lösung dieser Probleme bei, indem sie die Laborausrüstung zusammenbaute und anpasste, um wissenschaftliche Aktivitäten durchführen. 1945 promovierte sie als zweite Frau in Physik an der Universität Lissabon bei dem Atomphysiker Manuel Valadares mit der Dissertation: Gamma Spectrum of Long-life Derivatives of Radon. Valadares, der in Paris 1933 bei Marie Curie promovierte, spielte eine wichtige Rolle bei der Etablierung der Atom- und Kernforschung am Physiklabor  der Universität Lissabon. 1947 wurden durch einen Beschluss des Ministerrats des Salazar-Regimes 21 Professoren portugiesischer Universitäten entlassen, darunter drei aus der Physikabteilung, darunter auch Manuel Valadares. Valadares zog auf Einladung von Irène Joliot-Curie nach Paris und wurde später zum Direktor des Centre de Spéctrométrie Nucléaire et de Spéctrométrie de Masse.
Salgueiro nahm 1956 an der Tagung der Physikalischen Gesellschaft in Edinburgh teil. Von April 1956 bis Juli 1957 absolvierte sie mit J. Gomes Ferreira ein Praktikum am Institut für Naturphilosophie der Universität Edinburgh unter der Leitung des Atomphysikers Norman Feather, wo sie Forschungen zur Kernspektroskopie und zur Wechselwirkung von Kernen mit Elektronen betrieben. Dort lernte sie neue Techniken zur Teilchendetektion mit Hilfe von Kernplatten.
Salgueiro wurde 1974 nach der Nelkenrevolution ordentliche Professorin an der Fakultät für Naturwissenschaften von Lissabon. Gemeinsam mit ihrem Ehemann Ferreira gründete sie 1976 das Forschungszentrum für Atomphysik an der Universität Lissabon.
1978 ging sie aus gesundheitlichen Gründen in den Ruhestand. Von diesem Zeitpunkt an widmete sie sich ausschließlich der wissenschaftlichen Forschung und wurde 1981 einstimmig zum Associate Fellow der Wissenschaftsabteilung der Lissabonner Akademie der Wissenschaften gewählt.
Salgueiro starb 2009 im Alter von 91 Jahren.
Salgueiro war Ehrenmitglied der Portugiesischen Gesellschaft für Physik. Sie war außerdem Mitglied der Redaktion der portugiesischen wissenschaftlichen Zeitschrift Portugaliae Physica und schloss sich 1946 der Gruppe der Gründer der Zeitschrift Gazeta de Física an.
Sie war Stipendiatin der Institute für Kernphysik in Orsay, Amsterdam, Utrecht und Heidelberg und lernte  die dortige Arbeit auf dem Gebiet der Kernspektroskopie kennen. Im Juli 1971 reiste sie im Rahmen einer offiziellen Mission nach Großbritannien und besuchte Labore der Universität Cambridge und Universität Oxford, wo mithilfe von Röntgenstrahlen an der Struktur der Materie gearbeitet wurde. Sie veröffentlichte mehrere Dutzend Artikel in internationalen Fachzeitschriften.

## Briefmarken zur Physik
Valadares inspirierte sie zu einer thematischen Briefmarkensammlung zum Thema Physik. Die Fotos der Briefmarken, die ihren Publikationen beilagen, wurden alle von ihr selbst aufgenommen. Ihre Publikationen zur Geschichte der Physik anhand der Briefmarke wurden von der Lissabonner Akademie der Wissenschaften veröffentlicht.

## Auszeichnungen und Ehrungen (Auswahl)
- 1961: Arthur-Malheiros-Preis
- Ihr zu Ehren wird der Prémio Lídia Salgueiro verliehen[3]